# أسل عقدي
أسل عقدي (الاسم العلمي: Juncus nodatus) نوع نباتي يتبع جنس الأسل وينتمي إلى الفصيلة الأسلية.